# هنري بيرون
لويس تشارلز هنري بيرون (18 يوليو 1881 - 6 نوفمبر 1964) هو عالم نفس فرنسي، كان أحد مؤسسي علم النفس العلمي في فرنسا، طور اختبار تولوز - بيرون للإلغاء (TP) مع إدوارد تولوز.

## سيرة شخصية
كان أستاذًا في فسيولوجيا الإحساس في كلية دو فرانس من عام 1923 إلى عام 1951. شارك في الدورة التدريبية الأولى لجامعة دافوس (مشروع لبدء جامعة دولية مقرها في دافوس) في عام 1928 إلى جانب العديد من الأكاديميين البارزين مثل ألبرت أينشتاين وهانس دريش. في العام نفسه، أنشأ (المعهد الوطني للتوجيه المهني)(INOP)، والذي أصبح المعهد الوطني للدراسات المهنية والتوجيه المهني (Inetop) في عام 1942، وهو الآن مدعوم من قبل المعهد الوطني للفنون والآداب. بعد تأسيس المعهد الأول «للمهن»، تولى مسؤولية تدريب المرشدين التوجيهيين وأجرى أبحاثًا في مجال علم النفس الإرشادي. أصبح رئيسًا لـ جمعية علم الحيوان في فرنسا عام 1946.